# Кадораго
Кадораго (итал. Cadorago) — коммуна в Италии, располагается в регионе Ломбардия, подчиняется административному центру Комо.
Население составляет 6952 человека (на 2004 г.), плотность населения составляет 931 чел./км². Занимает площадь 7,08 км². Почтовый индекс — 22071. Телефонный код — 0031 903100.
Покровителем населённого пункта считается святитель Мартин Турский. Праздник ежегодно празднуется 11 ноября.